# Capvern
Capvern – miejscowość i gmina we Francji, w regionie Oksytania, w departamencie Pireneje Wysokie.
Według danych na rok 1990 gminę zamieszkiwało 1025 osób, a gęstość zaludnienia wynosiła 47 osób/km² (wśród 3020 gmin regionu Midi-Pireneje Capvern plasuje się na 330. miejscu pod względem liczby ludności, natomiast pod względem powierzchni na miejscu 507.).